# 月シリーズ
月シリーズ（つきしりーず）は、エドガー・ライス・バローズによるアメリカのSF小説のシリーズ名。全3部。ムーン・シリーズとも表記する。
本項では、創元推理文庫版の表記に準ずる（#備考参照）。

## シリーズ構成
以下、原題と連載期間、刊行年、2種類の邦題を示す。時代設定、主人公、作品スタイルも付記した。なお、すべて未来史に該当するが、第2部はその傾向が顕著なため、他の部からは省いた。
また、本作の第1部、第2部には、発端となる部分（ジュリアン3世から、「わたし」が話を聞く部分）がある。
1. 第1部は、1967年6月10日（＜火星の日＞と説明されている）で、場所は大洋横断定期飛行船ハーディング号の「青の間」から、「わたし」の客室まで（航路はシカゴからパリまで）。
2. 第2部は、1969年3月で、国際治安航空隊の巡航艇の一室（ハーシェル島付近の公海を飛び立って以降）。

加えて、第2部の冒頭では、2050年の地球侵攻の顛末（ジュリアン5世とオーティスの決戦）も語られている。
| No. | 原題          | 連載                                                                       | 刊行                        | 邦題 （早川版/創元版）      | 日本での刊行 （早川版/創元版）                    | 時代設定 /主人公 /作品スタイル                             |
| --- | ------------- | -------------------------------------------------------------------------- | --------------------------- | --------------------------- | ------------------------------------------------- | ---------------------------------------------------------- |
| 1   | The Moon Maid | アーゴシー・オール ・ストーリー ・ウィークリー 1923年5月5日号 ～6月2日号   | 1926年 マクルーグ （全3部） | 月の地底王国 月のプリンセス | 1970年8月31日 関口幸男 1978年8月11日 厚木淳       | 2025年12月24日 ～2036年 ジュリアン5世 スペースオペラ       |
| 2   | The Moon Men  | アーゴシー・オール ・ストーリー ・ウィークリー 1925年2月21日号 ～3月14日号 | -                           | 月人の地球征服 月からの侵略 | 1970年10月31日 関口幸男 1978年10月27日 厚木淳     | 2120年1月1日以降 ～2122年 ジュリアン9世 ハードSF（未来史） |
| 3   | The Red Hawk  | アーゴシー・オール ・ストーリー ・ウィークリー 1925年 9月5日号～19日号     | -                           | レッド・ホーク              | 『月人の地球征服』 に併録 『月からの侵略』 に併録 | 2430年 ～その2年後まで ジュリアン20世 西部劇               |

創元推理文庫（月シリーズ）全2巻の表紙・口絵・挿絵は武部本一郎。ハヤカワ文庫SF（ムーン・シリーズ）全2巻は金森達。なお、『月からの侵略』の裏表紙は、1941年12月7日の真珠湾攻撃を双眼鏡で眺めているバローズらの後姿が採用されている。

### 備考
本作の単行本には、2種類の異版が存在している。1926年のマクルーグ版では、第2部と第3部の約1/5が削除されており、カナベラル・プレスが復刊したハードカバーも、この版である。エース・ブックスのペーパーバック版は、連載版を収録した完全版であり、創元版『月からの侵略』は、これを底本としている。なお、厚木淳は、ハードカバー版の編集を「全1巻にするため」と推測している。また、「特に重要な場面に大幅なカットがされている」とも述べている（ユダヤ人問題のシーンなど）。ただし、ハヤカワ版も、ほぼ同じ内容である。

## 概要
本作の特徴は、次の4点である。
1. 舞台が未来であること。
2. 主人公が輪廻転生すること。
3. 共産主義を批判していること。
4. 各部の作風が著しく異なること。

主人公は転生を繰り返し、ライバルのオーティス及び子孫のオル・ティス一族、月人（カルカール人）と対決する。

### 特徴
舞台が未来
バローズは、「本質的にはSF作家ではない」、と評されている。多くの作品において、舞台は違えども、時代設定は現代（執筆当時）となっている（火星、ターザン、ペルシダーの3大シリーズの発端は、20年前から10年前になるが、いずれも現代の「わたし」（あるいはバローズ）が物語を読むか聞かされているか、あるいは調査している）。本作では舞台が未来に設定されており、この点でバローズの作品としては珍しい（ただし、『失われた大陸』"The Lost Continent"と未訳の"The Scientists Revolt"は未来が舞台であり、例がない訳ではない。また、『火星のプリンセス』と『類猿人ターザン』の間に書かれた、未訳の『トーンの無法者』 (The Outlaw of Torn) は、13世紀のイギリスが舞台になっている）。
輪廻転生
「3部作の主人公が交代」と言う点では『時間に忘れられた国』も同様であるし、3大シリーズでも行われている。しかし、本作の場合は、3人の主人公（ジュリアン5世、9世、20世）と、語り手のジュリアン3世を含めた4人は、一人が転生したものである。しかも、語り手は未来の記憶も有している（3人の主人公は、他の時代の記憶は持っていない）。
共産主義を批判
本作の中核を成すのが、この設定である。第2部において、地球は月人によって征服されており、灰色の時代を迎えている。これは、月人を共産主義者に見立てた手法である。本来のタイトルは『赤旗の下で』。
1919年、バローズは共産主義を嫌い（ロシア革命は1917年）、その批判として第2部を書いた（厚木淳は「かなり露骨な反共未来小説」と評している。また、厚木は「兄弟」は「同志」、「24人衆」は「ボルシェビキ」の比喩と見ている）。本作は、元々第2部のみの独立した構成であったが、11の出版社から掲載を断られた（『トーンの無法者』でさえ5社であり、バローズの作品としては珍しい）。そのため、バローズはアクション性の強い第1部と第3部を付け加え3部作とし、1925年に、ようやく第2部を掲載にこぎつけた。
バローズは、後年、金星シリーズ第1巻『金星の海賊』（連載は1932年）でも、共産主義者（作中ではソーリスト）を批判している。
バローズの研究家であるリチャード・A・ルポフは、第2部を絶賛している。
各部の作風
前述の通り、採用を断られたための措置。

#### 第2部の惨状
第2部は、ディストピアと化した2120年のアメリカ（主にシカゴ周辺）が描かれる。第2章からが本編であり、ジュリアン9世の語りが始まるのだが、自己紹介を交えながら、1頁の間に1~6の点が述べられる（『月からの侵略』　25頁、『月人の地球征服』　27頁）。また、続く5頁で、7~14の事が語られる（『月からの侵略』　26頁-30頁、『月人の地球征服』　28頁-32頁）。以後、折に触れて15以下の事実が提示される。
1. 結婚制度が非合法となって久しい。
2. 読み書きのできる知識階級は、急速に減っている。
3. アメリカ人の印刷技術は失われた。
4. 公共図書館は、100年ほど前（2020年頃まで）に破壊され尽くした。
5. 書籍の私有は知識人の証であり、カルカール人から侮蔑・迫害の対象とされる。
6. シカゴは50回ほど戦乱の場になり、廃墟と化した地域がある。
7. ＜24人衆＞は読み書きを教えることを禁じている。しかし、命令の発布には文書を使う。
8. カルカール人は印刷局を一つ残しており、そこで紙幣を発行している。しかし、貨幣経済は崩壊しており、火をつける以外に用途がない。
9. 税は金銀か農作物でしか受け取らない。
10. 金銀は、親の代までに姿を消している。
11. 物々交換は、カルカール人が内容を把握するために市場で行うのが原則となっている（腐りやすい物などは例外）。ただし、相場は一定しておらず、課税の際には最も高かった相場が適用される。
12. 鉄道を維持する技術者がいないので、廃止は時間の問題。2120年現在、ワシントンからゲーリー（ハヤカワ版ではゲイリー）までを一週間で走破するのは無理。
13. また、過去75年間（つまり2045年以降）、新しい機関車が造られていない。
14. 飛行船、自動車、蒸気船、電話は、親の代までに使えなくなった。
15. 人名を呼ぶ際、「兄弟」をつけることを強要される。例：「兄弟ヨハンセン」[17][18]。
16. スパイと密告者が民間に潜んでいる[19][20]。
17. 星条旗の所持は死刑[21][22]。
18. 闇取引（私的交換）は10年の炭鉱送りか、死刑[23][24]。
19. カルカール人は、1～2年で女（妻）を代える。地球人の追従者も同様[25][26]。
20. 刃渡り15センチ（ハヤカワ版は6インチ）以上の刃物の所持の禁止[27][28]。
21. 女性の価値は、雌牛、雌山羊、雌豚並みか、それ以下[29][30]。
22. 宗教の弾圧[31][32]。
23. 女児殺し（間引き）の一般化と、女性自身が顔を傷つけることの一般化（カルカール人の手中に落ちないための自衛措置）[33][34]。
24. カルカール人は創意工夫、労働とは無縁の寄食階級[35][36]。
25. 男女の双子が生まれ、女児が死産と聞かされた。「女児の死産」は一般的（実は子殺し）[37][38]。
26. カルカール人は商業と工業を破壊した[39][40]。
27. 女性は政治信念を持たない[41][42]。
28. カルカール人はアメリカ人をヤンキーと呼んで蔑んでいるが、アメリカ人にとっては尊称[43][44]。
29. 宗教が弾圧されているため、残った門徒は宗派を問わず結束している。ジュリアン9世の会合には、メソジスト、プレスビテリアン（長老教会派）、バプティスト、ローマ・カトリック、ユダヤ教の信者が集まっている[45][46]。
30. 女性は男性の共有物[47][48]。
31. 医学は学べなくなったため、医者はおらず、民間療法に頼るしかない。やけどの際には小麦粉を塗る[49][50]、寒い時は石炭で部屋ごと暖める[51][52]。
32. 5000名のアメリカ人捕虜の看守が、たった50名[53][54]。

以上のうち、4と14は年表と矛盾する（オーティスとカルカール人の侵攻は2050年）。これの解釈は3通りある。
1. バローズのミス。
2. カルカール人に寄らない原因。
3. 「口伝のため、正確性に欠ける」という状況の演出。

なお、ヒロインのファンナがオル・ティス将軍に貞操を奪われそうになった時、創元版では「犯されたか」と、ストレートな表現になっている（ハヤカワ版では「まちがいをしでかしたか」）。他のバローズの日本語訳作品の場合、遠まわしな表現（「死ぬよりひどい目」など）になっている場合がほとんどで、『月からの侵略』のシビアさが際立っている。

### 年表
以下、本作で語られる部分と、関係する史実を示す（太字で書かれている内容が史実。年月日が太字なのは仕様）。
1866年3月4日
ジョン・カーター、火星へ転送される。
本作では、21世紀前半の時点において、この事は常識とされている。
1896年
ジュリアン1世、生まれる。
1914年
第一次世界大戦勃発。
以後、本作の中では、地球のどこかで戦争が行われており、1967年まで続く。
1916年
ジュリアン1世、陸軍士官学校を卒業。結婚（20歳）。
1917年
ジュリアン2世、生まれる。ジュリアン1世は出兵中。
ロシア革命。
1918年
休戦記念日（11月11日）、ジュリアン1世、フランスで戦死。22歳、少佐。
第一次世界大戦終結。
1919年
第2部を執筆。
1937年
ジュリアン3世、生まれる。
1938年
ジュリアン2世、トルコの戦闘で死亡。
1940年頃
数年前から受信していた信号が、火星からのものである、と確認される。
1945年頃
地球から火星に発信できる通信機が完成。
1953年?
ジュリアン3世、16歳で出兵。
1959年
各地の戦乱が最高潮に達し、全世界を巻き込む戦争が勃発。
1967年
4月、戦争が終結。アングロサクソンの勝利。
ジュリアン3世、空軍大将に任官。
戦後、国際治安航空隊が結成される（軍隊は廃止される）。ジュリアン3世、司令官に就任。
6月10日、火星のヘリウムからの最初のメッセージが世界に公開され、＜火星の日＞と呼ばれる。
同日、「わたし」が、飛行船ハーディング号（第29代アメリカ大統領ウォレン・ハーディングに由来）でジュリアン3世から未来（ジュリアン5世）の物語を聞かされる。
1969年3月
「わたし」がジュリアン3世と再会。9世の物語を聞く。
1970年
ジュリアン4世、生まれる。
1992年
ジュリアン3世、勤務中に死亡。
同年?
ジュリアン4世、父の後任に任命。
2000年
ジュリアン5世、イリノイに生まれる。
?年
ジュリアン4世、殉職。
2015年
火星から地球へ有人宇宙船が発進。翌年、コースを大幅にずれ、到着（生還）は絶望視される。
地球の宇宙船がほぼ完成するが、火星の宇宙船の状況を鑑み、完成は延期される。
2016年
ジュリアン5世、航空学校を卒業。国際治安航空隊に配属される。階級は少尉。
兵器の生産・保有が厳しく制限されている。
2024年
オーティス少佐、太陽の第8光線を発見し、分離に成功。
2ヵ月後、月、水星、金星、木星の第8光線についても分離を成功。
ジュリアン（5世）大佐、オーティス少佐との協力を命令され、無線操縦の小型無人宇宙船の建造に着手する。
同年後半、無人宇宙船が出発。
2025年
2015年に建造中だった宇宙船の改良と完成に着手。
12月24日、バルスーム号と命名された宇宙船が、地球を出発。第1部開始。
2026年
1月6日、酔った勢いでオーティス少佐が鬱憤を爆発させ、バルスーム号のエンジンを破壊。機は月へ引き寄せられる。
1月8日、月の内部にバルスーム号が着陸。
2036年
バルスーム号が地球へ帰還。第1部終了。
ジュリアン5世とナー・イー・ラーが地球で結婚。ジュリアン6世、生まれる。
2050年
オーティス、10万のカルカール人と1000のヴァ・ガを従え、1000隻の宇宙船で地球侵攻を開始。
年末に決戦、ジュリアン5世とオーティスは戦死。
以後、毎年700万人のカルカール人が地球へ送り込まれた、と推測される。
?年
ジュリアン7世、シカゴの市場に自分の場所を得る（9世まで世襲される）。
2100年1月1日
ジュリアン9世、シカゴで生まれる。
2120年
第2部開始。
2122年
ジュリアン9世がカルカール人に反乱を起こす。アメリカでの初めての反乱。ジュリアン9世は処刑される。第2部終了。
2408年
ジュリアン18世がアメリカ西海岸に単騎で辿り着く。帰路でカルカール人と戦闘となり負傷、その傷が元で死亡。
2429年8月12日
ジュリアン20世、20歳となる。
＜大衝突＞と呼ばれる戦闘で、ジュリアン19世がオル・ティス一族の一人に負傷させられ、死亡。20世が酋長となる。
2430年1月
第3部開始。
2432年
カルカール人をアメリカから追放する。残党は西海岸から丸木舟（ハヤカワ版ではカヌー）で海上へ逃走。
ジュリアン21世が既に誕生している。

### ストーリー
第1部
火星（バルスーム）との通信が行われ、両星の修交が期待されて久しい時代、2025年。12月24日、宇宙船バルスーム号は地球から火星に向けて出発する。ジュリアン5世が船長を務めるが、乗組員のオーティスが長年のライバル心を鬱屈させ、エンジンを損傷させたため、月への不時着を余儀なくされる。
月のクレーターは、内部への通路となっており、バルスーム号は中へ進入。そこに空気と水を確認し、一行は修理と近辺の捜索に取り掛かる。
ジュリアン5世とオーティスは、半人半獣のヴァ・ガに捕獲され、捕虜となる。オーティスは酋長のガ・ヴァ・ゴに取り入るが、ジュリアンは協力を断った。ヴァ・ガは常に飢えており、豊富な食料を求めて地球侵攻を目論んだのだ。
ガ・ヴァ・ゴの部族は、偶然からウ・ガ（月人）の王女ナー・イーラーを捕虜にする。彼女の住んでいたレイス市は、父のサグロス皇帝が支配しており、ガ・ヴァ・ゴは彼女とレイスの女性100人を交換しようと計画する。ジュリアン5世は嵐に紛れて彼女と脱走し、レイス市を目指す。
途中、カルカール人の都市に紛れ込み、ナー・イー・ラーを逃しおおせたものの、ジュリアンは捕虜となってしまう。同じ捕虜のレイス市民と協力し、ここからも脱出する。
レイス市に辿り着いたものの、そこではコ・ター大公が権力の座につこうと暗躍し、カルカール人までも引き込んでいた。情勢を打開しようとしたジュリアンだったが、カルカール人がオーティスに率いられて侵攻、彼の与えた大砲や手榴弾といった近代兵器に圧倒され、レイス市は陥落する。
ジュリアンはナー・イー・ラーと脱出、修復したバルスーム号と合流し、地球に帰還する。その時、既に2036年であった。
第2部
2050年、オーティスはカルカール人とヴァ・ガを率い、地球侵攻に乗り出す。地球は軍縮で軍隊が減少していた上、オーティスの秘密兵器である、アルミニウムを即座に分解する「電子銃」の前に艦艇は無力だった。ジュリアン5世は兵力をまとめ、最後の決戦に挑む。電子銃は金属のみならず、無機物はおろか有機物も分解できるのだが、ジュリアン5世はこれを無効化した。しかし、彼とオーティスは戦死する。ナー・イー・ラーとジュリアン6世、そしてオーティスがカルカール人に生ませた子供は生きのびていた。
時は流れ、2120年。2100年1月1日シカゴ生まれのジュリアン9世は20歳になっていた。地球はカルカール人に占領されていたが、指導者（オーティス）を失い、技術は廃れていた。文明は退化し、西部開拓時代以前か中世のような段階にまで戻っていた。
アメリカには、オーティスの子孫であるオル・ティス皇帝が君臨し、＜24人衆＞と呼ばれる機関が統治していた。人々は、互いを「兄弟」と呼ぶよう強制され、宗教は弾圧されていた。
カルカール人による圧政の下、ジュリアン9世や父のジュリアン8世は、不当な迫害を受けていた。立ち上がる気力を持っていなかったジュリアン9世だが、ファンナという女性と出会い、自らの力を行使するきっかけを得る。そして、父はオールド・グローリー（星条旗）を隠し持っていた。これは反逆罪に当たるが、ジュリアン家では代々伝えてきたのだ。
ジュリアン9世は戦う決意を固めるが、密告者によって父が逮捕され、10年の炭鉱送りを宣告される。それは、死刑と同じ意味だった。ジュリアン9世は反乱を決意、市民の同調を得るが、長年培われてきたカルカール人への恐怖は抜きがたく、彼は孤立してしまう。
逃亡した彼は、収容所へ向かい、父を訪れる。収容所から反乱を開始し、彼らは今後こそカルカール人に反旗を翻した。だが、父は戦死したと思われ、ジュリアン9世にも処刑の刃が迫っていた。
第3部
2430年、ジュリアン20世の時代。
2122年にジュリアン9世が上げた反乱ののろしは、ついにカルカール人を西海岸に追い詰めていた。しかし、アメリカ人はネイティブ・アメリカンの生活レベルになっていた。レッドホークことジュリアン20世は、由来も定かでなく、「アルゴンの旗」と呼ばれる＜旗＞（星条旗）を掲げ、不退転の決意で部族ごと前進し、カルカール人に奇襲をかける。
カルカール人は無数にいたが、中には純血のアメリカ人の子孫も1000人ほどいた。その筆頭であり、アメリカへの帰参を望むオル・ティスの当主と出会い、レッドホークは共闘してカルカール人を追い詰める。

### キャラクター
発端部分
「わたし」
ハヤカワ版では「ぼく」。物語の聞き手。氏名不明。アメリカ大統領から、商務長官の後任を指名されるほどの人物。
ジュリアン3世
物語の語り手。先祖や子孫の記憶を持っている。国際治安航空隊の司令官（空軍大将）。
第1部
ジュリアン5世
主人公。階級は大佐。バルスーム号の指揮官。
オーティス
ハヤカワ版ではオルチス。主人公のライバル。
ジュリアン5世とは航空学校の同期。才能はあるが、成績はジュリアンの方が上だった。性格にも問題がある。
バルスーム号発進以前に離婚を経験している。
ヴァ・ガやカルカール人に取り入り、レイス市を侵略した。後に地球にも侵攻している。
ナー・イー・ラー
ハヤカワ版ではナー・エエ・ラー。第1部のヒロイン。
月人（ウ・ガ）の王女。レイス市に住んでいる。ヴァ・ガに囚われたのがきっかけで、ジュリアンと結ばれる。
ガ・ヴァ・ゴ
ヴァ・ガのノヴァン族の族長。荒々しい性格だが、計算高い面もある。
食糧問題の解決のため、オーティスに地球侵攻の手引きを持ちかけた。
コ・ター
ウ・ガの大公（ジャヴァダール。ハヤカワ版では「太公（ジャヴァダル）」）。レイス市の実権を握ろうと、サグロス皇帝を倒す計画を立て、市民を扇動し、カルカール人とも手を結ぶ。
第2部
ジュリアン9世
主人公。恵まれた体格と怪力を持つが、20歳になるまで自覚がなく、また発揮する機会もなかった。
ファンナ・セント・ジョン
ハヤカワ版ではフアナ・セント・ジョン。第2部のヒロイン。敬虔深く、美しい女性。
ジュリアン8世
主人公の父。オールドグローリーと呼ばれる＜旗＞（星条旗）を隠し持っている。
エリザベス・ジェイムズ
主人公の母。美しく、気丈な性格。
レッドライトニング
主人公の愛馬。気が荒く屠殺される運命にあったが、ジュリアン9世に買われ、調教を受け、名馬となる。
ジムとモリー
ハヤカワ版ではジムとモーリー。ジュリアン家の隣人夫婦。秘密の集会（宗教的なもの）にも参加しており、心を許せる、数少ない存在。
モーゼズ・サミュエルズ
ハヤカワ版ではモーゼ・サミュエルズ。ユダヤ人の老人。先祖から十字架を受け継ぎ、隠し持っていた。
ピーター・ヨハンセン
うわべは取り繕っているが、利己的で密告も辞さない卑劣漢。ジュリアンの母を狙い、ジュリアン8世を陥れた。
スール
カルカール人。新任の収税吏で、貪欲に税を取り立て、主人公らの反感を買う。
オル・ティス将軍
ハヤカワ版ではオル・チス。カルカール人で、新任の司令官。オーティスの子孫で、オル・ティス皇帝の一族。貪欲、冷酷な性格だが、実は臆病な性格。
第3部
ジュリアン20世（レッドホーク）
主人公。赤尾鷹（レッドホーク）と呼ばれる戦士。ジュリアン一族の酋長で、100の部族を従える大酋長。＜アルゴンの旗＞（星条旗）を受け継いでいる。
家族は、母と2人の妹（ナラーとニータ。ハヤカワ版ではナ・ラーとネエタ）の他、2人の弟がいる。
ヴァルチャー
意味はハゲタカ。レッドホークの弟で18歳。勇敢な性格。
レイン・クラウド
意味は雨雲。レッドホークの弟で16歳。気立てが優しく、知的好奇心・探究心が旺盛。
レッドライトニング
主人公の愛馬。特に説明がないので、世襲の名前なのか、それとも優秀な馬に命名するのか不明。
サク
ニッポン人。身長1メートルほど。ニッポン人は、成人男性でもそれぐらいの身長しかない。
カルカール人と敵対している。山岳民族であるニッポン人は、小柄で身を隠しやすいため、カルカール人に発見されることなく一方的に攻撃できるため、カルカール人も避けている。
アメリカ西海岸に部族ごと住んでいるが、「元は西の海上の島に住んでいた」、と言い伝えられている。ミク・ドと呼ばれる人物を祖先（もしくは霊的な存在）としている。
ラバンが唯一の天敵。
ラバン
カルカール人。3メートル近い 巨人（ハヤカワ版では2メートル70センチ以上） 。サクは「ニッポン人の3倍」、レッドホーク（身長180センチ）は「自分の1．5倍」と見積もっている。
カルカール人に対して山賊行為を行っている。ハッタリ屋の悪人だが、剣の腕は確か。
巨体を支えるに相応しい巨馬を有している。また、部下もいる。
オル・ティス
ハヤカワ版ではオル・チス。正統のオル・ティス家当主。純粋のアメリカ人の子孫。現在のオル・ティス皇帝は混血であり、帝位を簒奪している。
先帝である亡父の夢（アメリカ人との共闘）を継ぎ、レッドホークに協力を申し出る。
ベセルダ
オル・ティスの妹。ニッポン人と仲が良い。

## 月の環境・生物
月およびその生物は、ほとんどが第1部にのみ登場する（カルカール人及びその子孫は、シリーズを通した敵として登場する）。
月の環境
月は内部が空洞になっており、月人や他の生物は、その空洞部分（ヴァ・ガ（半人半獣の種族）の言語では「ヴァ・ナー」）に生存している。内部の面積は1400平方km近い。
地球内部のペルシダーと違い、太陽に相当するものはない（代わりに、岩石に含まれるラジウムから光が放射されている）。また、各クレーター（ヴァ・ガ語で「フー」）から太陽光線が注ぐタイミングがあり、これが熱源（と、もうひとつの光源）となっている。これを観測することで、ウ・ガ（月人）は時間を計測している。
クレーターから出入りが可能であり、地上との通路は複数存在している（ペルシダーの場合は、北極のみ確認されている。南極にも存在する可能性が示唆されている）。
重力が低いため、地球人は驚異的なジャンプ力を発揮する。大気と水は地球人に適したものである。
生物は、昆虫、爬虫類などの他、知的生物もいる。植物があり、森が存在している。
月の生物
動物は毒性の肉を持っており、食用に適しているものは3種類（いずれも知的生命）しかない。
ヒキガエルに似た生物
名称不明。コウモリのような翼を持ち、飛行が可能。主人公は「爬虫類」と断言している。
リンプス
4本足のヘビ。足はカエルのものに似ており、短い。目は一つで、額の中央にある。
侮蔑する際に「リンプス!」と罵ることから、少なくともレイス市民にとっては嫌悪の対象と思われる。
トー・ホ
ハヤカワ版ではトル・ホ。危険な野獣（肉食獣）だが、数は少ない。アメリカライオンぐらいの大きさの爬虫類。
リンプスと有翼ヒキガエルを常食としている。そのため、トー・ホ自身の爪や牙にも毒がある。
月の知的生命
3種類存在する。そのうち、地球人と同じタイプは2種類で、残り1種類は半人半獣である。
ヴァ・ガ
人面獣身で、移動では4本足の状態だが、戦闘時は後ろ足で立ち、槍を使う。ひづめは3本。
体重は120kg~150kgほど（ただし、槍や装飾を装備した状態）、と主人公は見ている。
雑食だが、植物より肉を好む。負傷したものは、「足手まとい」として即座に殺され、食料となる。また、ウ・ガ（月人）、カルカール人を食料としている。
食用に適した生物の一つ。ウ・ガとカルカール人は彼らを飼育し、食料にしている。元はウ・ガに飼われていたが、カルカール人の造反の際、野生化した。
女性の乳房には、乳首が4つから6つある。
嵐をゾー・アル（ハヤカワ版ではズォ・アル）と呼び、恐れている。
主人公とオーティスを捕虜にした部族はノ・ヴァンで、族長はガ・ヴァ・ゴ。他にル・サンという部族が登場。
第2部の冒頭（2050年）では、オーティスとカルカール人に率いられ、地球侵攻の尖兵となった。以後は登場しない。
ウ・ガ
「月のプリンセス」こと、ナー・イー・ラーの種族。地球人と大差ない外見を持つ（交配も可能）。
ヴァ・ガと同じ言語を使用できる。
取り外し可能な翼を開発しており、翼とバックパック（に詰めた、空気よりも軽い気体）を使用することで飛行が可能。
都市のひとつにレイス市があるが、文明が残っているのはレイスのみ、とナー・イー・ラーは見ている。
レイスには、皇帝（ジェマダール。ハヤカワ版ではジェマダル）が君臨している（ナー・イー・ラーの父、サグロス）。
元は月の表面に居住していた、という伝説がある。
かつては月の内部を10の地域に分割し、それぞれに皇帝を置いていた。陸に電車、海には船、空には飛行船が航行し、電信も発達していたが、カルカール人により破壊された。レイスには、その残滓が残されているだけで、再建する余力はない。
帝位を狙うコ・ター大公（ジャヴァダール）の裏切りにより、レイス市と共にウ・ガは滅びる（ナー・イー・ラーが、確認できる唯一の生存者）。
ロマノフ王朝を象徴する存在と思われる。
カルカール人
ハヤカワ版ではカルカル人。もう1種類の月人。詳細は次節を参照。

### カルカール人
ハヤカワ版ではカルカル人。元はウ・ガと同じ種族だった。彼らとその子孫は、3作を通して敵として登場する。
第1部
何千年も前に勃興し、貴族や皇帝から権力を奪い、文明を破壊した（民衆に不満を吹き込み、そそのかして反乱を起こさせた）。
「カルカール」の語源は「考える人々」。元は秘密結社の名称だった。
考えるよりも喋っていることが多く、文明や旧体制を維持することができなかった。
体格は恵まれているが、猫背である。また、目はどんよりとしている。
数が多く、レイス市民との人口比は1対1000（レイスの貴族、モー・ゴーの推測による）。
臆病であり、カルカール人10人とレイスの貴族1人とで互角、といわれる（ナー・イー・ラーによる）。
＜24人衆＞という委員会がカルカールの都市を支配している。
オーティスが支配者となり、大砲や手榴弾を造る技術を与えたため、レイス市に大挙して攻め込んだ。
第2部
冒頭（2050年）では、オーティスに率いられ、地球侵攻作戦に従事した。以後、地球占領のために続々と送り込まれてきたが、宇宙船が老朽化し、就航が不可能になったため、月と地球の関係は途絶えた。
地球人と混血することで数を増やし、支配体制を維持している。その数は著しく多く、蟻や蝿に例えられる。
第3部
アメリカの西海岸に追い込まれているが、それでも数は多い。
一部は東海岸に追い込まれている。
体格の改良がなされ、2メートル以上の大男が揃っている（下限は1メートル80センチ程で、上限は2メートル40センチ程。多くはその中間）。
女性を粗略に扱っている。出産は「国家への奉仕」と見られており、カルカール人の女は、15歳までに結婚する規則であり、20歳で子供がいないと笑いものにされ、30歳までに子供を産まない女は殺される。しかし、いずれにせよ、50歳で女は処刑される。

## 火星（バルスーム）との関係
本シリーズの第1部では、火星（バルスーム）との関係が大きな意味を持っている。宇宙船バルスーム号は、火星との友好を結ぶべく、地球を出発し、名前も火星から取られている（もっとも、火星に対する言及は、第1部の冒頭と、第2部の冒頭だけに留まっている）。
なお、ヘリウム、ジョン・カーター、第8光線、バルスーム光線と、固有名詞（人物名）が明記されている。ただし、ハヤカワ版では、「バルスーム光線」は「火星光線」と翻訳されている（宇宙船は、「バルスーム号」と訳されている）。

### 第1部と『火星のプリンセス』
第1部のプロットは、火星シリーズの第1作『火星のプリンセス』との共通点がある。
1. 重力の低い異星で冒険
2. 主人公が最初に会う知的生物が、亜人種
3. 亜人の元で、人類種の女性（王女）と出会う
4. 王女（ヒロイン）の国が交戦中であるか、宿敵に狙われている

一方で、相違点も存在する。
1. 亜人と友情を育んだか否か
2. ヒロインの国が救われたか否か
3. 主人公が異星に定住したか否か

オーティスは亜人およびカルカール人と通じ、レイス（敵対国家）を滅ぼし、皇帝の座に就いている。この点において、彼は悪のジョン・カーターであり、ガ・ヴァ・ゴは悪のタルス・タルカスであると言える。また、カルカール人に武器を渡し、上の階級を滅ぼした、という点では、デヴィッド・イネスかアブナー・ペリー（ペルシダー・シリーズの主人公と、そのパートナー）にも該当する。すなわち、オーティスはバローズの主人公らの合わせ鏡（負の存在）となっている。
また、第2部冒頭の2050年の戦いでオーティスが使用する電子銃は、後に『火星の秘密兵器』（1930年）に応用された。